# Шеннон, Джеймс Джебуса
Джеймс Джебуса Шеннон (англ. James Jebusa Shannon, 1862—1923) — англо-американский художник, родившийся в Оберне и в возрасте 8 лет увезённый родителями в Канаду. Когда ему было 16, он приехал учиться в Англию, в Южный Кенсингтон, и выиграл спустя три года золотую медаль за фигурную живопись. Его портрет Горации Стопфорд, одной из фрейлин королевы, привлёк внимание Королевской академии в 1881 году, и в 1887 году его портрет Генри Вигне имел успех на выставке.
Вскоре он стал одним из ведущих портретистов Лондона. Он стал одним из трёх первых членов Английского художественного клуба (English Art Club), основателем Королевского общества портретистов, в 1897 году был избран в Королевскую академию, в которой с 1909 года стал академиком. В 1901 году его картина The Flower Girl была продана Национальной галерее британского искусства, кроме того, его картины хранятся в коллекциях Шеффилда, Музея и художественной галереи Дерби, музеях Глазго и Бредфорда.